# Michael Emenalo
Michael Emenalo (Aba, 4 luglio 1965) è un dirigente sportivo ed ex calciatore nigeriano, di ruolo difensore.

## Carriera

### Calciatore
Dopo il primo anno in patria da professionista, giocò nel calcio universitario statunitense nella Boston University dal 1985 al 1989. Successivamente venne ingaggiato dal Molenbeek in Belgio, che lo mantenne in rosa fino al 1992 prima di cederlo all'Eintracht Trier in Germania. Dopo una stagione in Regionalliga si trasferì al Notts County in Inghilterra. Tornò poi negli Stati Uniti per la stagione inaugurale della Major League Soccer e rimase due stagioni (1996 e 1997) con il San Jose Clash. Dopo l'esperienza americana tornò in Europa, al Lleida prima di giocare in Israele con il Maccabi Tel Aviv. Ha chiuso la carriera dopo un periodo allo Stockport County.
Totalizzò 14 presenze senza gol nel corso della sua carriera internazionale, svoltasi dal 1985 al 1995.

### Dirigente
Dopo il ritiro si trasferì negli Stati Uniti dove continuò a seguire il calcio e a fare da osservatore per alcuni dei tecnici a cui era rimasto più legato. Il 20 settembre 2007 Avram Grant, che già lo aveva allenato al Maccabi Tel Aviv, diventò allenatore del Chelsea e lo nominò Capo Osservatore del club londinese, carica che Emenalo mantenne anche dopo l'esonero del tecnico israeliano. Il 19 novembre 2010 con le dimissioni di Ray Wilkins diventa vice di Carlo Ancelotti.
L'8 luglio 2011 viene nominato direttore tecnico. Il 9 giugno 2013 con l’arrivo di José Mourinho alla guida dei Blues presenta le dimissioni, il quale creerebbe un conflitto con la sua posizione. Il proprietario Roman Abramovič rifiuta le dimissioni. Si dimette dell'incarico il 6 novembre 2017.

## Palmarès

### Club

#### Competizioni nazionali
- Seconda divisione belga: 1

RWD Molenbeek: 1989-1990
- Coppa di lega israeliana: 1

Maccabi Tel Aviv: 1998-1999

#### Competizioni internazionali
- Coppa Anglo-Italiana: 1

Notts County: 1994-1995